# Andrea Fabiano
Andrea Fabiano (Bari, 17 maggio 1976) è un dirigente d'azienda italiano.

## Biografia
Inizia la sua carriera in Rai nel 1999, nella direzione marketing.
Nel 2015 viene nominato vice direttore di Rai 1, per poi divenirne direttore nel 2016, nominato dal direttore generale della Rai Antonio Campo Dall'Orto.
È il più giovane direttore nella storia di Rai 1.
Dopo un anno e mezzo lascia la direzione di Rai 1 per passare a quella di Rai 2, divenendo anche in quel caso il più giovane direttore nella storia di Rai 2 fino al 27 novembre 2018, quando gli subentra Carlo Freccero.
Il 13 settembre 2019 viene nominato responsabile del settore multimedia di TIM.
Il 31 maggio 2023 entra a far parte del Consiglio di Amministrazione di Blu Yazmine, in qualità di nuovo Chief Content Officer.